# Serie del Caribe 2010
La Serie del Caribe 2010 fue la 52.ª edición del clásico caribeño, un evento deportivo de béisbol profesional, que se disputó en el Estadio Nueva Esparta, en Porlamar, Isla de Margarita, Venezuela. Esta serie reunió a los equipos de béisbol profesional campeones de los países que integran la Confederación del Caribe: Venezuela, Puerto Rico, México y República Dominicana.
La Serie se realizó del 2 al 7 de febrero de 2010 y que ganó el representante dominicano Leones del Escogido.

## Sede
En 2007 se postularon las ciudades de Barquisimeto, Maracaibo y Porlamar, para ser sede de la Serie del Caribe en 2010. En mayo de 2008 se decidió que Porlamar sería la ciudad elegida para acoger la Serie, sin embargo, se establecieron unas medidas para hacer modificaciones en el Estadio Nueva Esparta, ya que al momento de la escogencia solo contaba con capacidad para 11 000 espectadores y la Confederación del Caribe exige una capacidad mínima de 16 000 personas. En 2009 el Estadio Nueva Esparta fue ampliado hasta una capacidad de 16 100 espectadores, además de instalarse una pantalla gigante y 8 casetas de transmisión adicionales para la transmisión de los partidos
La Isla de Margarita fue la cuarta sede Venezolana en recibir la Serie del Caribe, ya que en las últimas cuatro oportunidades desde 1998 se realizó en Puerto La Cruz (1998), Caracas (2002), Valencia y Maracay (2006) y finalmente en la Isla de Margarita (2010).

### Equipos participantes
| Colores del equipo |                                         |                    |
| Colores del equipo | Emblema del equipo · Colores del equipo | Colores del equipo |
| Colores del equipo |                                         |                    |
| Colores del equipo |                                         |                    |
|                    |                                         |                    |
| Local              |                                         |                    |

| Colores del equipo |                                         |                    |
| Colores del equipo | Emblema del equipo · Colores del equipo | Colores del equipo |
| Colores del equipo |                                         |                    |
| Colores del equipo |                                         |                    |
|                    |                                         |                    |
| Visitante          |                                         |                    |

| Colores del equipo |                                         |                    |
| Colores del equipo | Emblema del equipo · Colores del equipo | Colores del equipo |
| Colores del equipo |                                         |                    |
| Colores del equipo |                                         |                    |
|                    |                                         |                    |
| Local              |                                         |                    |

| Colores del equipo |                                         |                    |
| Colores del equipo | Emblema del equipo · Colores del equipo | Colores del equipo |
| Colores del equipo |                                         |                    |
| Colores del equipo |                                         |                    |
|                    |                                         |                    |
| Visitante          |                                         |                    |

| Colores del equipo |                                         |                    |
| Colores del equipo | Emblema del equipo · Colores del equipo | Colores del equipo |
| Colores del equipo |                                         |                    |
| Colores del equipo |                                         |                    |
|                    |                                         |                    |
| Local              |                                         |                    |

| Colores del equipo |                                         |                    |
| Colores del equipo | Emblema del equipo · Colores del equipo | Colores del equipo |
| Colores del equipo |                                         |                    |
| Colores del equipo |                                         |                    |
|                    |                                         |                    |
| Visitante          |                                         |                    |

| Colores del equipo |                                         |                    |
| Colores del equipo | Emblema del equipo · Colores del equipo | Colores del equipo |
| Colores del equipo |                                         |                    |
| Colores del equipo |                                         |                    |
|                    |                                         |                    |
| Local              |                                         |                    |

| Colores del equipo |                                         |                    |
| Colores del equipo | Emblema del equipo · Colores del equipo | Colores del equipo |
| Colores del equipo |                                         |                    |
| Colores del equipo |                                         |                    |
|                    |                                         |                    |
| Visitante          |                                         |                    |

| Colores del equipo |                                         |                    |
| Colores del equipo | Emblema del equipo · Colores del equipo | Colores del equipo |
| Colores del equipo |                                         |                    |
| Colores del equipo |                                         |                    |
|                    |                                         |                    |
| Local              |                                         |                    |

| Colores del equipo |                                         |                    |
| Colores del equipo | Emblema del equipo · Colores del equipo | Colores del equipo |
| Colores del equipo |                                         |                    |
| Colores del equipo |                                         |                    |
|                    |                                         |                    |
| Visitante          |                                         |                    |

| Colores del equipo |                                         |                    |
| Colores del equipo | Emblema del equipo · Colores del equipo | Colores del equipo |
| Colores del equipo |                                         |                    |
| Colores del equipo |                                         |                    |
|                    |                                         |                    |
| Local              |                                         |                    |

| Colores del equipo |                                         |                    |
| Colores del equipo | Emblema del equipo · Colores del equipo | Colores del equipo |
| Colores del equipo |                                         |                    |
| Colores del equipo |                                         |                    |
|                    |                                         |                    |
| Visitante          |                                         |                    |

| Colores del equipo |                                         |                    |
| Colores del equipo | Emblema del equipo · Colores del equipo | Colores del equipo |
| Colores del equipo |                                         |                    |
| Colores del equipo |                                         |                    |
|                    |                                         |                    |
| Local              |                                         |                    |

| Colores del equipo |                                         |                    |
| Colores del equipo | Emblema del equipo · Colores del equipo | Colores del equipo |
| Colores del equipo |                                         |                    |
| Colores del equipo |                                         |                    |
|                    |                                         |                    |
| Visitante          |                                         |                    |

| Colores del equipo |                                         |                    |
| Colores del equipo | Emblema del equipo · Colores del equipo | Colores del equipo |
| Colores del equipo |                                         |                    |
| Colores del equipo |                                         |                    |
|                    |                                         |                    |
| Local              |                                         |                    |

| Colores del equipo |                                         |                    |
| Colores del equipo | Emblema del equipo · Colores del equipo | Colores del equipo |
| Colores del equipo |                                         |                    |
| Colores del equipo |                                         |                    |
|                    |                                         |                    |
| Visitante          |                                         |                    |

### Clasificación a la Serie

#### Liga Mexicana del Pacífico
| Clasificación               |   |   |    |
| Equipo                      | G | P | JD |
| Naranjeros de Hermosillo(*) | 4 | 3 | -  |
| Venados de Mazatlán         | 3 | 4 | 1  |

#### Liga Dominicana de Béisbol Invernal
| Clasificación          |   |   |    |
| Equipo                 | G | P | JD |
| Leones del Escogido(*) | 5 | 4 | -  |
| Gigantes del Cibao     | 4 | 5 | 1  |

#### Puerto Rico Baseball League
| Clasificación         |   |   |    |
| Equipo                | G | P | JD |
| Indios de Mayagüez(*) | 4 | 1 | -  |
| Criollos de Caguas    | 1 | 4 | 3  |

#### Liga Venezolana de Béisbol Profesional
| Clasificación             |   |   |    |
| Equipo                    | G | P | JD |
| Leones del Caracas(*)     | 4 | 3 | -  |
| Navegantes del Magallanes | 3 | 4 | 1  |

(*) Campeón de respectiva liga

## Clasificación final
| Clasificación |                          |   |   |       |     |  |
|               | Equipo                   | G | P | AVE.  | V   |  |
|               | Leones del Escogido      | 5 | 1 | 0.833 | -   |  |
|               | Indios de Mayagüez       | 4 | 2 | 0.667 | 1.0 |  |
|               | Naranjeros de Hermosillo | 2 | 4 | 0.333 | 3.0 |  |
|               | Leones del Caracas       | 1 | 5 | 0.167 | 4.0 |  |

### Marcadores
1.er juego, 2 de febrero.
| Mayagüez (PR)                                               | 0 | 0 | 0 | 0 | 0 | 1 | 0 | 0 | 0 | 1 | 7 | 2 |
| Escogido (DOM)                                              | 1 | 0 | 0 | 0 | 0 | 1 | 0 | 0 | x | 2 | 4 | 2 |
| G: R. Valdés (1-0); P: M. Santiago (0-1); SV: D. Veras (1). |   |   |   |   |   |   |   |   |   |   |   |   |
| HR: ESC - K. Barker (1).                                    |   |   |   |   |   |   |   |   |   |   |   |   |

2.º juego, 2 de febrero.
| Hermosillo (MEX)                               | 2 | 0 | 0 | 4 | 0 | 0 | 1 | 0 | 0 | 7 | 9 | 1 |
| Caracas (VEN)                                  | 0 | 0 | 0 | 1 | 0 | 1 | 0 | 0 | 0 | 2 | 7 | 2 |
| G: P. Ortega (1-0); P: G. Moscoso (0-1); SV:-. |   |   |   |   |   |   |   |   |   |   |   |   |
| HR: HER - V. Castilla (1).                     |   |   |   |   |   |   |   |   |   |   |   |   |

3.er juego, 3 de febrero.
| Escogido (DOM)                                     | 4 | 2 | 0 | 0 | 0 | 1 | 0 | 0 | 0 | 7 | 10 | 0 |
| Hermosillo (MEX)                                   | 0 | 0 | 0 | 0 | 0 | 0 | 0 | 1 | 0 | 1 | 3  | 0 |
| G: N. Figueroa (1-0); P: H. Rodríguez (0-1); SV:-. |   |   |   |   |   |   |   |   |   |   |    |   |
| HR: ESC - F. Martínez (1). HER - C. Valencia (1).  |   |   |   |   |   |   |   |   |   |   |    |   |

4.º juego, 3 de febrero.
| Caracas (VEN)                                                | 0 | 2 | 2 | 1 | 0 | 0 | 0 | 0 | 0 | 5 | 11 | 2 |
| Mayagüez (PR)                                                | 0 | 0 | 0 | 2 | 0 | 0 | 0 | 0 | 0 | 2 | 11 | 2 |
| G: E. Estanga (1-0); P: J. Padilla (0-1); SV: O. Moreno (1). |   |   |   |   |   |   |   |   |   |   |    |   |
| HR: CAR - R. Padrón (1).                                     |   |   |   |   |   |   |   |   |   |   |    |   |

5.º juego, 4 de febrero.
| Hermosillo (MEX)                                               | 0 | 0 | 0 | 2 | 0 | 0 | 0 | 0 | 1 | 3 | 8  | 0 |
| Mayaguez (PR)                                                  | 3 | 0 | 0 | 0 | 0 | 2 | 0 | 0 | x | 5 | 12 | 4 |
| G: B. Pulsipher (1-0); P: T. Blackley (0-1); SV: S. Rivera (1) |   |   |   |   |   |   |   |   |   |   |    |   |
| HR: MAY - M. Hernández (1).                                    |   |   |   |   |   |   |   |   |   |   |    |   |

6.º juego, 4 de febrero.
| Caracas (VEN)                                              | 0 | 0 | 2 | 0 | 0 | 0 | 0 | 0 | 0 | 2 | 6 | 0 |
| Escogido (DOM)                                             | 0 | 0 | 0 | 0 | 0 | 1 | 2 | 0 | x | 3 | 4 | 4 |
| G: J. Veras (1-0); P: D. Cubillan (0-1); SV: D. Veras (2). |   |   |   |   |   |   |   |   |   |   |   |   |
| HR: CAR O. Salazar (1);.                                   |   |   |   |   |   |   |   |   |   |   |   |   |

7.º juego, 5 de febrero.
| Escogido (DOM)                             | 0 | 0 | 1 | 0 | 1 | 0 | 0 | 1 | 0 | 3 | 7  | 1 |
| Mayaguez (PR)                              | 3 | 0 | 0 | 0 | 0 | 3 | 1 | 0 | x | 7 | 11 | 2 |
| G: O. Roman (1-0); P: F. Díaz (0-1); SV:-. |   |   |   |   |   |   |   |   |   |   |    |   |
| HR:-.                                      |   |   |   |   |   |   |   |   |   |   |    |   |

8.º juego, 5 de febrero.
| Equipo                                     | 1 | 2 | 3 | 4 | 5 | 6 | 7 | 8 | 9 | 10 | C | H  | E |
| ------------------------------------------ | - | - | - | - | - | - | - | - | - | -- | - | -- | - |
| Caracas (VEN)                              | 0 | 1 | 1 | 0 | 0 | 0 | 0 | 0 | 0 | 0  | 2 | 8  | 1 |
| Hermosillo (MEX)                           | 0 | 0 | 0 | 1 | 0 | 1 | 0 | 0 | 0 | 1  | 3 | 10 | 0 |
| G: M. Mendoza; P: E. Serrano (0-1); SV:-.  |   |   |   |   |   |   |   |   |   |    |   |    |   |
| HR: CAR - M. Ryan (1). HER - K. García (1) |   |   |   |   |   |   |   |   |   |    |   |    |   |

9.º juego, 6 de febrero.
| Hermosillo (MEX)                                                                | 2 | 0 | 0 | 0 | 0 | 0 | 0 | 0 | 0 | 2 | 4  | 1 |
| Escogido (DOM)                                                                  | 2 | 0 | 1 | 1 | 2 | 0 | 1 | 0 | x | 7 | 10 | 1 |
| G: H. Phillips (1-0); P: W. (0-1); SV:-.                                        |   |   |   |   |   |   |   |   |   |   |    |   |
| HR: HER - L. García (1). ESC - K. Barker (2), F. Martínez (2), J. Francisco (1) |   |   |   |   |   |   |   |   |   |   |    |   |

10.º juego, 6 de febrero.
| Mayaguez (PR)                                 | 0 | 0 | 1 | 0 | 3 | 3 | 0 | 0 | 0 | 7 | 11 | 0 |
| Caracas (VEN)                                 | 0 | 0 | 0 | 0 | 1 | 0 | 0 | 0 | 0 | 1 | 4  | 2 |
| G: E. Nieves (1-0); P: H. Totten (0-1); SV:-. |   |   |   |   |   |   |   |   |   |   |    |   |
| HR: MAY - D. Valencia (1), J. Feliciano (1).  |   |   |   |   |   |   |   |   |   |   |    |   |

11.º juego, 7 de febrero.
| Mayagüez (PR)                                   | 0 | 3 | 0 | 0 | 2 | 3 | 0 | 0 | 0 | 8 | 13 | 1 |
| Hermosillo (MEX)                                | 0 | 0 | 0 | 2 | 0 | 0 | 0 | 0 | 0 | 2 | 8  | 1 |
| G: M. Santiago (1-1); P: P. Ortega (1-1); SV:-. |   |   |   |   |   |   |   |   |   |   |    |   |
| HR:-.                                           |   |   |   |   |   |   |   |   |   |   |    |   |

12.º juego, 7 de febrero.
| Escogido (DOM)                                             | 4 | 0 | 0 | 0 | 2 | 0 | 1 | 0 | 0 | 7 | 10 | 1 |
| Caracas (VEN)                                              | 0 | 0 | 0 | 1 | 3 | 0 | 0 | 0 | 0 | 4 | 3  | 5 |
| G: R. Valdés (2-0); P: R. Ramírez (0-1); SV: D. Veras (3). |   |   |   |   |   |   |   |   |   |   |    |   |
| HR:-.                                                      |   |   |   |   |   |   |   |   |   |   |    |   |

### Líderes de Bateo
| Departamento                 | Jugador                                      | Equipo                                                          | Cifra |
| ---------------------------- | -------------------------------------------- | --------------------------------------------------------------- | ----- |
| Líder Bate                   | Carlos Gastelum                              | Naranjeros de Hermosillo                                        | .500  |
| Líder de Jonrones            | Fernando Martínez Kevin Barker               | Leones del Escogido                                             | 2 2   |
| Líder de Carreras Anotadas   | P Ozuna                                      | Leones del Escogido                                             | 5     |
| Líder de Carreras Impulsadas | Juan Francisco                               | Leones del Escogido                                             | 3     |
| Líder de Hits                | Jesús Feliciano                              | Indios de Mayagüez                                              | 9     |
| Líder de Dobles              | Chris Roberson Danny Valencia Ramón Santiago | Naranjeros de Hermosillo Indios de Mayagüez Leones del Escogido | 2 2 2 |
| Líder de Triples             | Rubén Rivera                                 | Naranjeros de Hermosillo                                        | 1     |
| Líder de Bases robadas       | Freddy Guzmán                                | Leones del Escogido                                             | 4     |

### Líderes de Pitcheo
| Departamento            | Jugador               | Equipo                | Cifra |
| ----------------------- | --------------------- | --------------------- | ----- |
| Líder de Efectividad    | Orlando Roman         | Indios de Mayagüez    | 0.00  |
| Líder de Juegos Jugados | 9 Jugadores igualados | 9 Jugadores igualados | 4     |
| Líder de Ganados        | Raúl Valdés           | Leones del Escogido   | 2     |
| Líder de Salvados       | Darío Veras           | Leones del Escogido   | 3     |
| Líder de Ponches        | Raúl Valdés           | Leones del Escogido   | 13    |

### Premios
| Departamento              | Jugador           | Equipo              |
| ------------------------- | ----------------- | ------------------- |
| Jugador más valioso (MVP) | Fernando Martínez | Leones del Escogido |
| Mánager                   | Ken Oberkfell     | Leones del Escogido |

### Equipo "Todos Estrellas"
| Departamento        | Jugador           | Equipo                   |
| ------------------- | ----------------- | ------------------------ |
| Receptor            | Edwards Guzmán    | Indios de Mayagüez       |
| Primera Base        | Kevin Barker      | Leones del Escogido      |
| Segunda Base        | Pablo Ozuna       | Leones del Escogido      |
| Tercera Base        | Vinicio Castilla  | Naranjeros de Hermosillo |
| Campocorto          | Ángel Sánchez     | Indios de Mayagüez       |
| Jardinero Izquierdo | Armando Ríos      | Indios de Mayagüez       |
| Jardinero Central   | Jesús Feliciano   | Indios de Mayagüez       |
| Jardinero Derecho   | Fernando Martínez | Leones del Escogido      |
| Bateador designado  | Raúl Padrón       | Leones del Caracas       |
| Lanzador Derecho    | Nelson Figueroa   | Leones del Escogido      |
| Lanzador Zurdo      | Raúl Valdés       | Leones del Escogido      |
| Relevista Derecho   | Pete Parise       | Indios de Mayagüez       |
| Relevista Zurdo     | Efraín Nieves     | Indios de Mayagüez       |
| Cerrador            | Darío Veras       | Leones del Escogido      |
| Mánager             | Max Oliveras      | Indios de Mayagüez       |

| República Dominicana        |
| Campeón Leones del Escogido |
| Tercer Título               |

| Predecesor: Mexicali, MEX 2009 | Serie del Caribe Margarita 2010 | Sucesor: Mayagüez, PR 2011 |